# Tripi
Tripi ist eine kleine Gemeinde in der Metropolitanstadt Messina in der Autonomen Region Sizilien in Italien mit 746 Einwohnern (Stand 31. Dezember 2023).

## Lage und Daten
Tripi liegt 70 Kilometer westlich von Messina. Die Einwohner arbeiten hauptsächlich in der Landwirtschaft. 
Die Nachbargemeinden sind Basicò, Falcone, Francavilla di Sicilia, Furnari, Mazzarrà Sant’Andrea, Montalbano Elicona und Novara di Sicilia.

## Geschichte
Nahe dem heutigen Ort befand sich in der Antike die ursprünglich sikelische Stadt Abacaenum (beziehungsweise Abakainon/Ἀβάκαινον), die unter griechischen kulturellen Einfluss geriet. Als Syrakus wuchs und Tyndaris 396 v. Chr. gegründet wurde, verlor der Ort drastisch an Bedeutung, existierte aber mindestens bis in die römische Kaiserzeit fort. Im Mittelalter erstreckte sich Tripi rund um das Schloss, das als Ruine erhalten ist.

## Sehenswürdigkeiten
- Ruine des alten Schlosses
- Chiesa Madre